# Kościół św. Mateusza w Jaminach
Kościół św. Mateusza w Jaminach – kościół w Jaminach w województwie podlaskim. Wybudowany w 1780 roku. Od 1966 widnieje w rejestrze zabytków.